# Amata velatipennis
Amata velatipennis är en fjärilsart som beskrevs av Walker 1864. Amata velatipennis ingår i släktet Amata och familjen björnspinnare. Inga underarter finns listade i Catalogue of Life.